# کورمل
کورمل (به فرانسوی: Courmelles) یک کمون (فرانسه) در فرانسه است که در ان (ا-دو-فرانس) واقع شده‌است. کورمل ۶٫۷۶ کیلومتر مربع مساحت دارد ۶۰ متر بالاتر از سطح دریا واقع شده‌است.